# 埃米爾哈立德堡

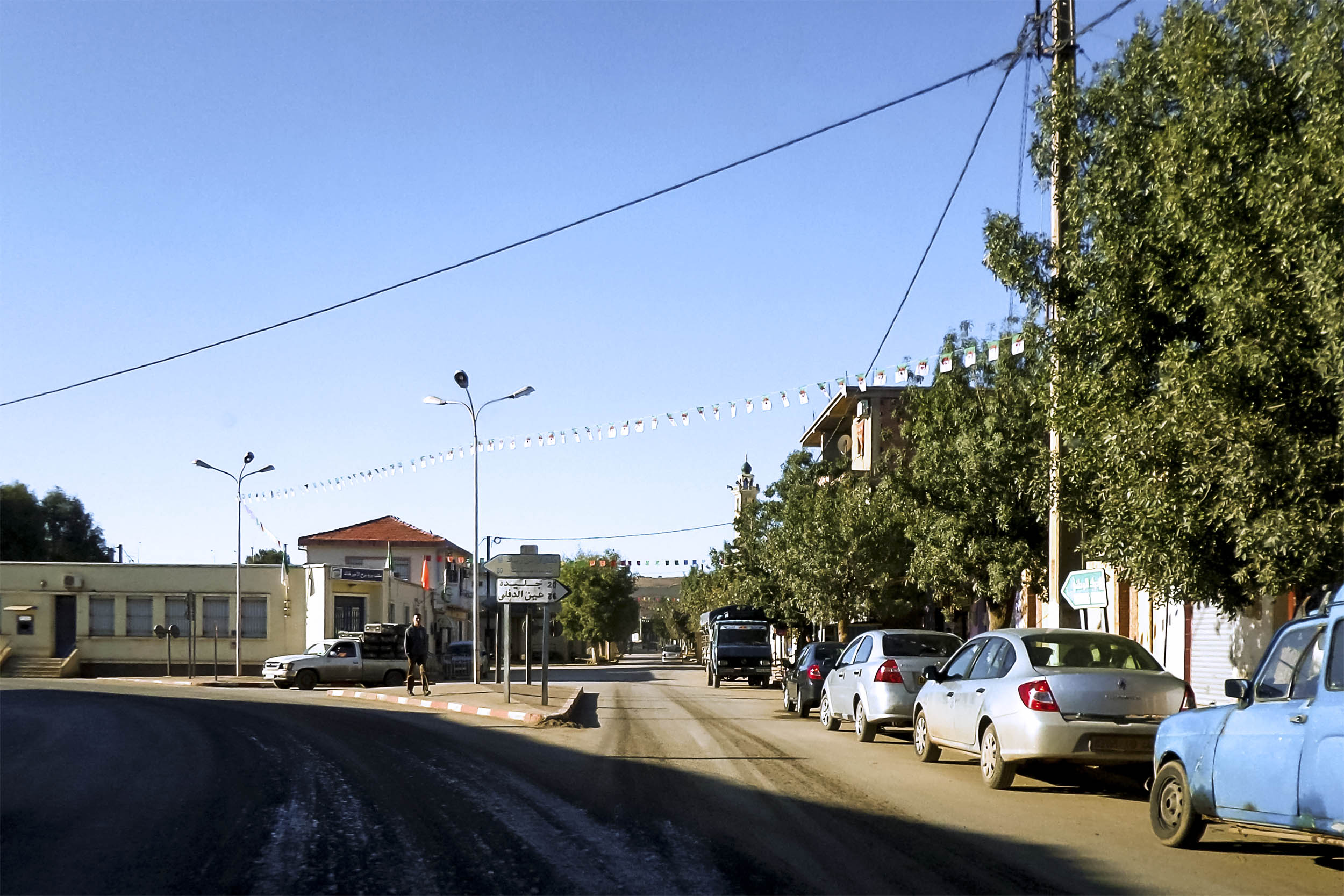
埃米爾哈立德堡

36°07′20″N 2°12′20″E / 36.1222°N 2.2056°E
埃米爾哈立德堡（阿拉伯语：‎），是阿爾及利亞的城鎮，位於該國北部艾因迪夫拉省，是埃米爾哈立德堡區的首府，面積198平方公里，2008年人口8,598，人口密度每平方公里43人。